# Campbell Grayson
Campbell Grayson (* 4. März 1986 in Auckland) ist ein ehemaliger neuseeländischer Squashspieler. 

## Karriere
Campbell Grayson begann seine Karriere im Jahr 2005 und gewann 14 Titel auf der PSA World Tour. Seine beste Platzierung in der Weltrangliste erreichte er mit Rang 24 im Februar 2020. Er wurde 2010 und 2012 neuseeländischer Landesmeister. Mit der neuseeländischen Nationalmannschaft nahm er 2005, 2007, 2009, 2011, 2013, 2017 und 2019 an Weltmeisterschaften teil. In der Saison 2013/14 gewann er die US Pro Squash Series. Im September 2020 beendete er seine Karriere.
Er ist seit Sommer 2018 verheiratet. Sein Bruder Alex Grayson ist ebenfalls Squashspieler.

## Erfolge
- Gewonnene PSA-Titel: 14
- US Pro Squash Series: 2014
- Neuseeländischer Meister: 2010, 2012